# 中郷村 (新潟県)
中郷村（なかごうむら）は、新潟県の南西に位置する中頸城郡に位置していた村。新井市への通勤率は22.7%・上越市への通勤率は11.0%（いずれも平成12年国勢調査）。2005年1月1日に上越市に編入し、村域は地域自治区中郷区となった。

## 地理
- 山：高床山・雲雀山
- 河川：渋江川・片貝川・十三石川・ウド川・ナビクラ川・芋川
- 湖沼：寿池

### 隣接していた自治体
- 新井市
- 中頸城郡妙高村
- 西頸城郡名立町

## 歴史

### 沿革
- 1889年（明治22年）4月1日 - 町村制施行に伴い中頸城郡二本木村、岡川村、八斗蒔新田、西四ツ屋新田、板橋新田、藤沢村、坂本新田、松崎村、市屋村、江口新田村、片貝村、福崎新田村、宮野原新田村、稲荷山新田村が合併し、中郷村が発足。
- 1956年（昭和31年）1月1日 - 新井市の一部を編入。
- 1970年（昭和45年）1月1日 - 中頸城郡妙高村と境界の一部を変更。
- 2005年（平成17年）1月1日 - 上越市に編入され、村域は地域自治区「中郷区」となる。

## 行政
- 村長：吉田侃（よしだ なおし）（1996年11月18日から）

## 経済

### 産業
- 主な産業
  - 日本曹達二本木工場

## 教育
- 中郷小学校
- 片貝小学校
- 岡沢小学校
- 中郷中学校
- 三和高等学校：1963年廃止。日本曹達の企業内高校だった。

## 交通

### 鉄道路線
- 東日本旅客鉄道信越本線
  - 二本木駅

### 道路
- 高速道路
  - 村内にあるインターチェンジ：上信越自動車道中郷インターチェンジ
- 一般国道
  - 国道18号
- 県道
  - 新潟県道217号二本木岡川新井線　
  - 新潟県道261号西野谷二本木停車場線　
  - 新潟県道344号坂本新田新井線　
  - 新潟県道360号関山中郷線　
  - 新潟県道584号新井中郷線

## 名所・旧跡・観光スポット・祭事・催事・娯楽
- 妙高サンシャインランド
- 妙高サンシャインゴルフ倶楽部
- 松ヶ峯カントリー倶楽部
- 松ヶ峯温泉